# Sinagoga corală din Chișinău
Sinagoga corală din Chișinău a fost între anii 1913 și 1940 principalul lăcaș de cult evreiesc din Chișinău.
Sinagoga a fost construită pe str. Sinadino (în prezent str. Vlaicu Pârcălab) între anii 1910–13, din contul surselor financiare ale comunității evreiești din oraș. Sinagoga a fost ridicată vizavi de „Talmud Tora” (școala evreiască), fiind inițial concepută ca o casă de cult pentru studenți, la scurt timp însă, după finalizarea construcției, a devenit principala casă de cult evreiască și cea mai mare din cele 77 de sinagogi existente la acea dată. 
Edificiul cu o fațadă în stil neo-maur, a constat din trei clădiri cu suprafața totală de 1.350 de metri2, acoperite cu staniu. Cupola a fost pictată cu imagini ale cerului înstelat și constelațiile zodiacului. Înainte de intrarea principală era plasată o placă de marmură în memoria unuia dintre donatori, D.H. Heeger, căzut de pe schelă în timpul inspecției de construcție a sinagogii în 1910.
Sfințiriea sinagogii a avut loc pe 8 septembrie 1913 cu participarea corului, care a intrepretat psalmi și alte cântece singagogale. Cantori ai sinagogii au fost: Yaakov Rivlis (d. 1938), Yankl Haim Zypries (1890–1941), în anii 1935-1938, și Sholom Katz (1915–1982).
După ocuparea Basarabiei (1940), întregul complex religios a fost naționalizat. Clădirea sinagogii nu a fost deteriorată în timpul celui de-al Doilea Război Mondial. În 1945, s-a decis amplasarea în acest loc a Teatrului dramatic rus „Anton Cehov”. Sinagoga a fost parțial demolată (blocul monumental de la intrare). Apoi, integrând părțile rămase din sinagogă, aici s-a construit o clădire nouă, în corespundere cu cerințele existente în perioada sovietică pentru edificiile destinate instituțiilor teatral-concertistice. Fațadele edificiului Teatrului dramatic rus  "Anton Cehov" au păstrat până astăzi imaginea gândită de arhitecții sovietici. 

## Legături externe
- Clădirea după reconstrucția din 1966 Arhivat în 24 septembrie 2015, la Wayback Machine.
- Sinagoga corală din Chișinău pe jewishmemory.md

### Imagini
- Clădirea sinagogii, „Talmud Tora” și gimnaziul „Tarbut”, anii 1930. זֶה הַשַּׁעַר לַיהוָה, צַדִּיקִים יָבאוּ בוֹ (Acestea sunt porțile Domnului, doar cei drepți vor trece prin ele).
- „Talmud Tora” din fața sinagogii[nefuncțională]
- ru Уцелевшее здание синагоги в 1947 году (Русский драматический театр им. А. П. Чехова)[nefuncțională]